# Juan Carlos Leaño
Juan Carlos Leaño (Guadalajara, 22 novembre 1977) è un ex calciatore messicano, di ruolo difensore.

## Carriera
Ha giocato ininterrottamente con il Tecos de la UAG dal 1998 al 2012. Ha annunciato il suo ritiro dal calcio giocato il 27 aprile 2012.